# Vătava
Vătava  [ˈvətava] (veraltet Râpa de Sus; deutsch Oberrübendorf, ungarisch Felsőrépa) ist eine Gemeinde im Kreis Mureș in der Region Siebenbürgen in Rumänien.
Der Ort ist auch unter den ungarischen Bezeichnungen Répa und Felsőrépás und der siebenbürgisch-sächsischen Raipendref bekannt.

## Geographische Lage

Lage der Gemeinde Vătava im Kreis Mureș

Die Gemeinde Vătava liegt in den östlichen Ausläufern des Gurghiu-Gebirges (Munții Gurghiu) und den südlichen Ausläufern des Călimani-Gebirges (Munții Călimani) – beide Gebirgszüge der Ostkarpaten – nordöstlich der Siebenbürgischen Heide (Câmpia Transilvaniei). Am Bach Râpa, ein Zufluss des Mureș (Mieresch), und der Kreisstraße (drum județean) DJ 154B befindet sich der Ort Vătava 25 Kilometer nördlich von der Stadt Reghin (Sächsisch-Regen) und etwa 60 Kilometer nördlich von der Kreishauptstadt Târgu Mureș (Neumarkt am Mieresch) entfernt.

## Geschichte
Der Ort Vătava wurde 1332 erstmals urkundlich erwähnt.
Um 1914 wurden entlang des Râpa Baches auf dem Gebiet der Gemeinde etwa 20 Wassermühlen, Ölpressen und Wasserstrudelanlagen vermerkt. 1936 wurde die alte Bezeichnung des Ortes Râpa de Sus in die heutige „Vătava“ geändert. Auch hier auf dem Gebiet der Gemeinde fand die Kollektivierung der Landwirtschaft statt. Den Repressalien der kommunistischen Partei widersetzten sich 13 Bauernfamilien mit Erfolg und blieben dadurch eigenständig.
Im Königreich Ungarn gehörte der Ort dem Stuhlbezirk Régen felső („Ober-Regen“) in der Gespanschaft Maros-Torda anschließend dem historischen Kreis Mureș und ab 1950 dem heutigen Kreis Mureș an.

## Bevölkerung
Die Bevölkerung der Gemeinde Vătava entwickelte sich wie folgt:
| 1850 | 2.609 | 2.567 | -  | -  | 42             |
| 1910 | 3.230 | 3.019 | 20 | 55 | 136            |
| 1941 | 3.321 | 3.056 | 88 | -  | 177            |
| 2002 | 2.135 | 2.026 | 7  | -  | 102            |
| 2011 | 1.987 | 1.804 | 4  | -  | 179 (Roma 135) |
| 2021 | 1.709 | 1.495 | 3  | 3  | 208 (Roma 121) |

Seit 1850 wurde auf dem Gebiet der heutigen Gemeinde die höchste Einwohnerzahl und die der Magyaren und der Roma (140) 1941 registriert. Die höchste Anzahl der Rumänen (3.172) wurde 1890 und die der Rumäniendeutschen 1910 ermittelt.

## Sehenswürdigkeiten
- Im eingemeindeten Dorf Râpa de Jos (Unterrübendorf), stehen die orthodoxe Kirche Înălțarea Domnului im alten Friedhof 1757 errichtet und das ehemalige Wohnhaus von Simion Mândrescu im 19. Jahrhundert errichtet nach Angaben des rumänischen Kulturministeriums unter Denkmalschutz.[7]

## Persönlichkeiten
- Simion Mândrescu (1868–1947),[8] in Râpa de Jos geboren, war Politiker, Schriftsteller und Gründer des Rumänisch-Deutschen Kulturinstituts 1935 in Bukarest.[9]